# Ryska nationalbiblioteket

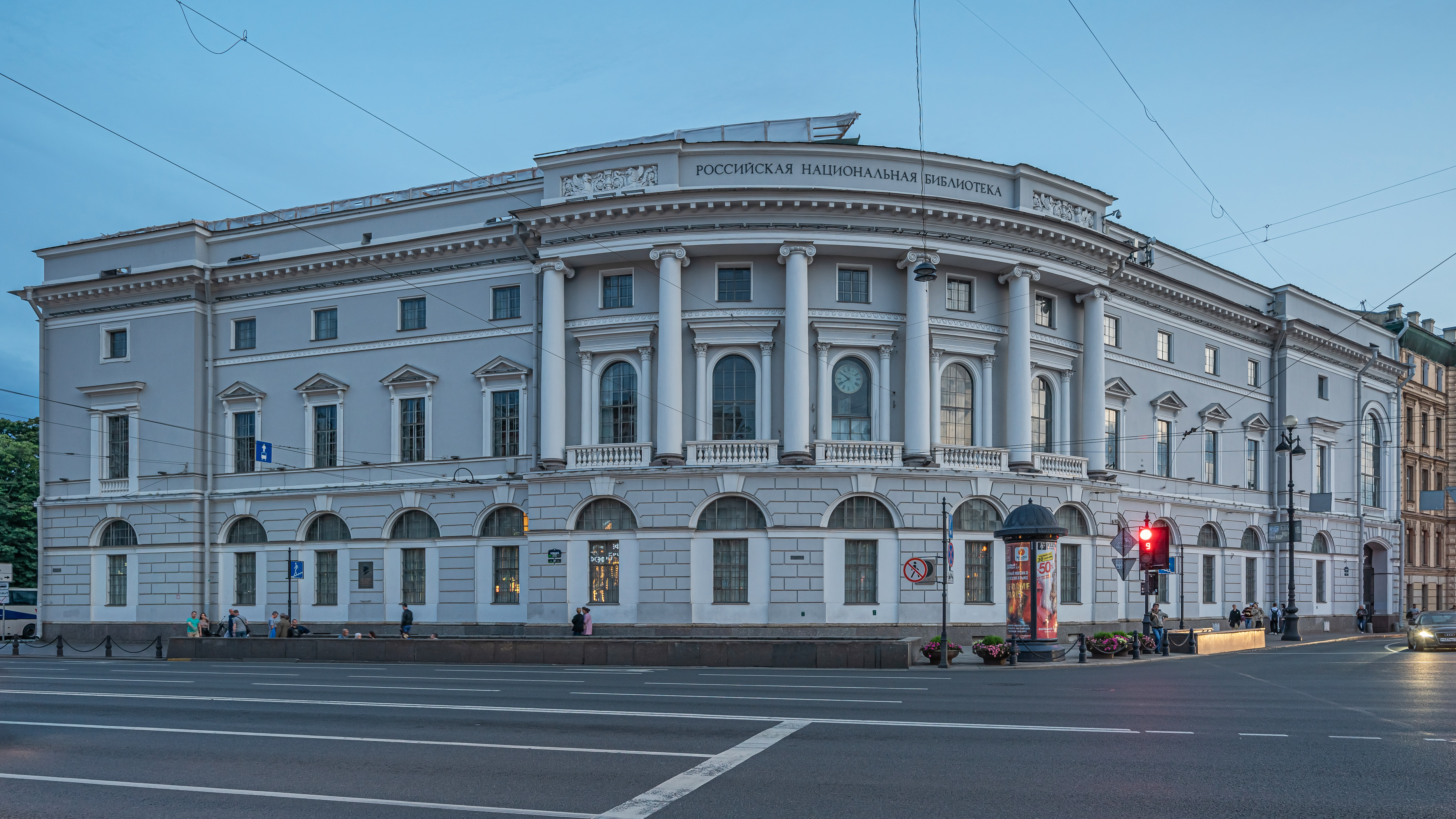
Ryska nationalbibliotekets äldsta byggnad vid Nevskij Prospekt.

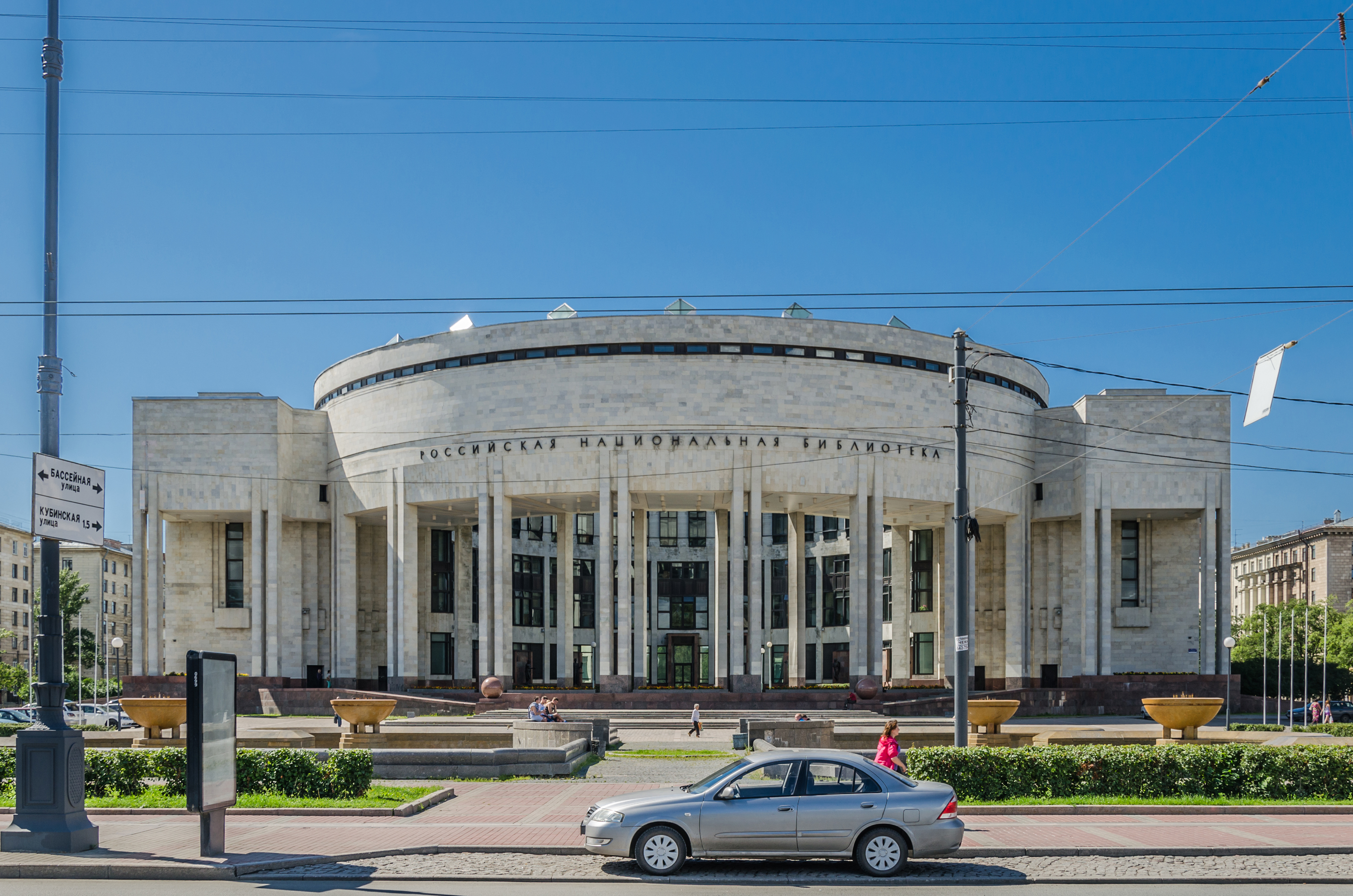
Ryska nationalbibliotekets nyare byggnad vid Moskovskij Prospekt.

Ryska nationalbiblioteket (på ryska Российская национальная библиотека, 1932-1992 kallat Saltykov-Sjtjedrinbiblioteket) i Sankt Petersburg är det näst största och det äldsta offentliga biblioteket i Ryssland. Namnet till trots har det inte status av nationalbibliotek, utan denna roll tillfaller Ryska statsbiblioteket i Moskva.
Katarina den stora grundade biblioteket 1795 som kejserligt offentligt bibliotek med samlingar som tillhört Voltaire och Denis Diderot, vilka hon köpt av deras arvingar. Grunden och hörnstenarna hade hämtats från Załuski-biblioteket. Detta polsk-litauiska bibliotek som hade grundats 1747 och omfattade 400.000 volymer hade 1794 plundrats av ryssarna i följderna efter Tadeusz Kościuszkos misslyckade uppror. Delar av samlingarna förlorades på vägen, men 50.000 volymer återfördes till Polen på 1920-talet efter Polsk-sovjetiska kriget och freden i Riga 1921.
Bibliotekets huvudbyggnad vid Nevskij prospekt uppfördes 1796-1801 i nyklassicistisk stil av Jegor Sokolov. Flera utbyggnader tillkom under 1800-talet, däribland Gotiska hallen (1857). Under de första två årtiondena leddes institutionen av greve Aleksandr Stroganov, som anskaffade flera värdefulla verk, däribland Ostromir-evangeliet som är den äldsta boken på ryska språket, och Hypatia-kodexen av ryska krönikan.
Biblioteket invigdes officiellt den 2 januari 1814 i närvaro av Gavrila Derzhavin och Ivan Krylov. Dess andra föreståndare var Aleksej Olenin (1763-1843), under vars ledning Krylov, Konstantin Batyushkov, Nikolay Gnedich, Anton Delwig, Mikhail Zagoskin, Alexander Vostokov och Father Ioakinf ingick i bibliotekets personal. Sergej Uvarov tjänstgjorde som chef. Biblioteket stod öppet för allmänheten, oavsett kön och samhällsklass.
Från 1849 till 1861 leddes biblioteket av greve Modest von Korff (1800-1876), som varit gymnasiekamrat med Aleksandr Pusjkin. Han tillförde biblioteket de äldsta handskrifterna av Nya testamentet (Codex Sinaiticus från 340-talet) och Gamla testamentet (den så kallade Leningrad-kodexen). Korff efterföljdes av Ivan Delyanov.
Biblioteket utökades 1949 med Katarina-institutets nyklassicistiska anläggning vid Fontanka-kajen (uppförd 1804-1807 av Giacomo Quarenghi). 1970 omfattade biblioteket 17 miljoner volymer. En modern lagerbyggnad uppfördes under 1980- och 1990-talen vid Moskovskij Prospekt.

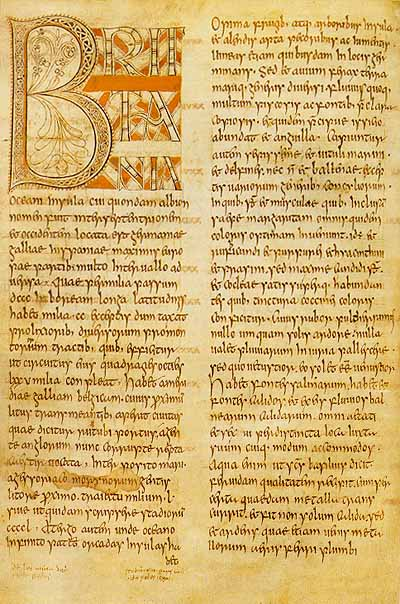
Historia ecclesiastica gentis Anglorum av Beda (746)
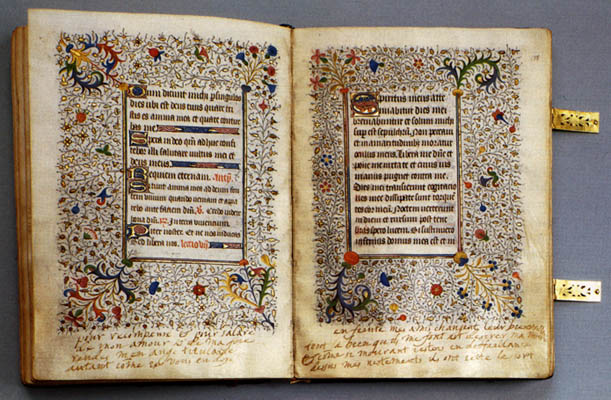
Maria Stuarts breviarium (1490-talet)